# 中井啓吉
中井 啓吉（なかい けいきち、1890年（明治23年）2月8日 - 1966年（昭和41年））は、大正から昭和時代の日本の政治家。大阪府三島郡磐手村村議会議員、磐手村長、高槻町議会議員を経て、官選第2代高槻市長（1945年11月20日〜1946年11月15日）を務める。大阪府農業協同組合連合会会長。高槻市名誉市民。

## 経歴
- 1890年(明治23年) - 生誕
- 1920年(大正9年) - 磐手村議会議員
- 1927年(昭和2年) - 磐手村長
- 1931年(昭和6年) - 高槻町名誉助役、高槻町議会議員
- 1943年(昭和18年) - 高槻市助役
- 1945年(昭和20年) - 第2代高槻市長
- 1947年(昭和22年) - 大阪府議会議員
- 1963年(昭和38年)1月10日 - 高槻市名誉市民表彰
- 1966年(昭和41年) - 死去

## 人物
1890年(明治23年)、高槻市北東部の古曽部に生まれる。1920年（大正9年）、磐手村議会議員に当選。昭和2年には磐手村長に選ばれ治績をあげた。1931年（昭和6年）、磐手村が近隣の高槻町をはじめとする5か町村と合併する際には、反対派の説得に奔走し新生高槻町の実現に貢献した。新町制の施行とともに名誉助役に推され就任、また町議会議員にも選出され、初代町長の礒村弥右衛門の町政を支えて12年ほどその任に就き、1943年（昭和18年）の市制施行後も引き続き助役を務めた。戦時体制下にありながらも住民福祉増進や地域振興等に取り組み、その職務を着実に進めたことから1945年（昭和20年）には第2代高槻市長に選任され（当時は市町村長は官選）、戦後復興と市民生活の安定を目指して市政に取り組んだ。2年間市長に在任した後、大阪府議会議員に当選。幅広く市政に精通したことから市政の指導的立場に立った。死の3年前には高槻市名誉市民の称号を得る。